# سوسکچه براچیسرینائه
براچیسرینائه (نام علمی: Brachycerinae) نام یک زیرخانواده از تیره سوسکچه‌های خرطوم‌دار است.